# 驼舌草
驼舌草（学名：Goniolimon speciosum）为白花丹科驼舌草属下的一个种。俗名：棱枝草、刺叶矾松。高可达50厘米。

## 变种
- 驼舌草（原变种） Goniolimon speciosum var. speciosum
- 直杆驼舌草 Goniolimon speciosum var. strictum